# Drehbrücke (Lübeck)

Drehbrücke mit Brückenwärterhaus von Westen um 1910, noch mit dem Schornstein für die Dampfmaschine links im Bild

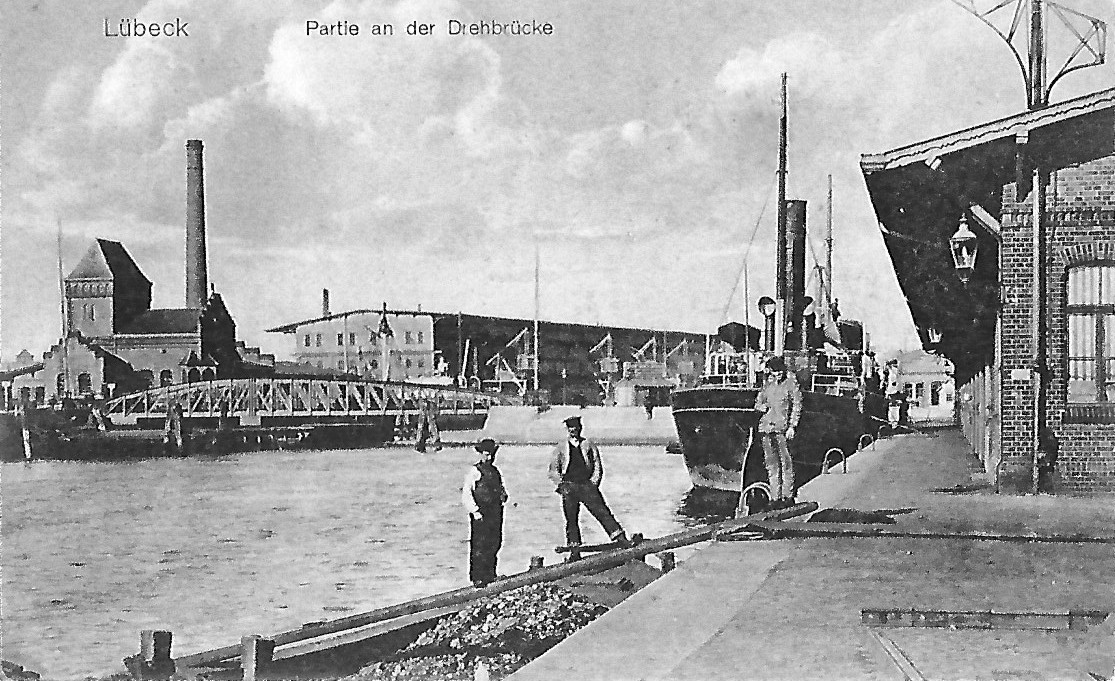
Partie an der Drehbrücke (vor 1920)

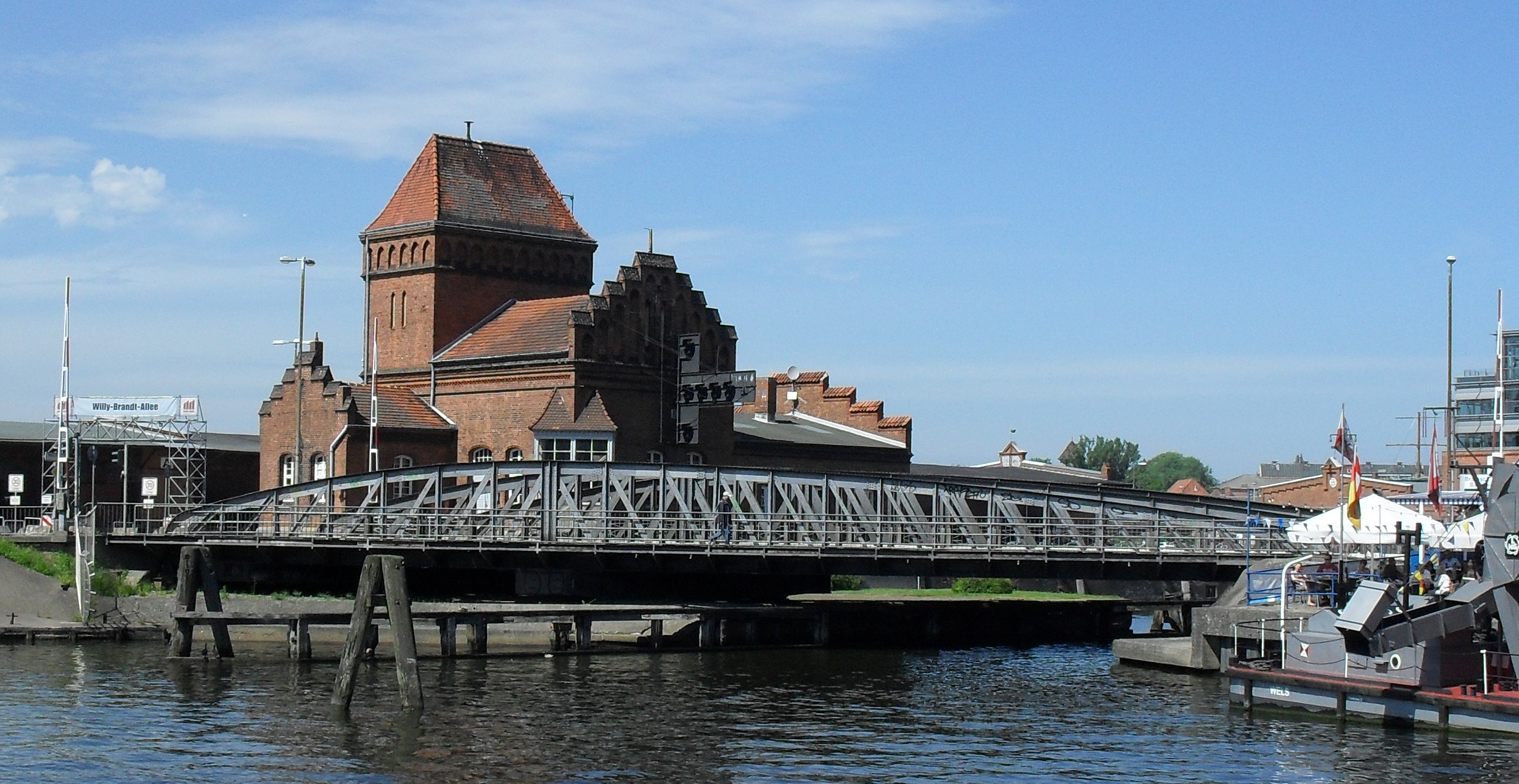
Drehbrücke mit Brückenwärterhaus von Süden

Die Hafendrehbrücke in Lübeck ist eine seit dem 5. Januar 1990 denkmalgeschützte, (ehemals) kombinierte Straßen- und Eisenbahnbrücke, welche die Trave überquert und die Lübecker Altstadt mit der Wallhalbinsel verbindet.
Die genaue Klassifizierung der Brücke ist Fachwerkträger-Hub-Drehbrücke und wird täglich von ca. 17.700 Kraftfahrzeugen genutzt. 

## Geschichte
Die Drehbrücke wurde 1892 von der Gutehoffnungshütte, Oberhausen, im Zuge des Ausbaus der Infrastruktur der Lübecker Stadthäfen erbaut. Sie ist wesentlicher Bestandteil der nach dem Lübecker Wasserbauingenieur Peter Rehder benannten Rehder-Planung von 1884.
Die Brücke trennt im Verlauf der Untertrave/Stadttrave den nördlich befindlichen Hansahafen vom südlich gelegenen Holstenhafen. Sie bietet für die Schifffahrt eine Durchfahrtsbreite von zwölf Metern und bei geschlossener Brücke und normalem Wasserstand eine Durchfahrtshöhe von 2½ Metern.

## Technische Details
Die voll funktionsfähige hydraulische (Wasser als Druckmittel) Brückenanlage aus genietetem Stahlfachwerk bildet mit dem Betriebsgebäude in neugotischen Backsteinformen und einem Rohrkanal entlang des Behnkais bis zum Bockdrehkran Nr. 1 an der Spitze der Nördlichen Wallhalbinsel eine technische und funktionale Einheit. Die Stahlkonstruktion wiegt ca. 350 Tonnen und die Brücke dreht sich in ungefähr 3 Minuten um maximal 56 Grad. Das Betriebsgebäude besteht aus dem Führerstand, dem Turmgebäude zur Unterbringung der Hydraulikzylinder und dem ehemaligen Dampfmaschinenhaus. Nach der Umstellung der Antriebstechnik auf elektrischen Betrieb um 1905 wurde die Dampfmaschine und der zugehörige Schornstein an der Nordseite des Gebäudes entfernt.
Die Brücke wird von dem auf der Wallhalbinsel liegenden Brückenwärterhaus aus manuell gesteuert. Nachdem sie bis dahin mit Hebeln gesteuert worden war, erhielt die Brücke 2005 eine elektronische Steuerung. Sie wird geöffnet, wenn Schiffe den Museumshafen Lübeck im Holstenhafen ansteuern oder aus diesem auslaufen wollen. Für die Nutzung durch die Lübecker Hafenbahn (Nordic Rail Service) konnte die Drehbrücke bis 2014 mittels einer Ampelanlage für den Straßenverkehr gesperrt werden, wobei das sogenannte „Hafengleis“ über die Drehbrücke entlang der Schuppen des Hansekais und der Straße „An der Untertrave“ sowie über die Hubbrücke bereits ab 2012 stillgelegt und in Etappen abgebaut wurde.

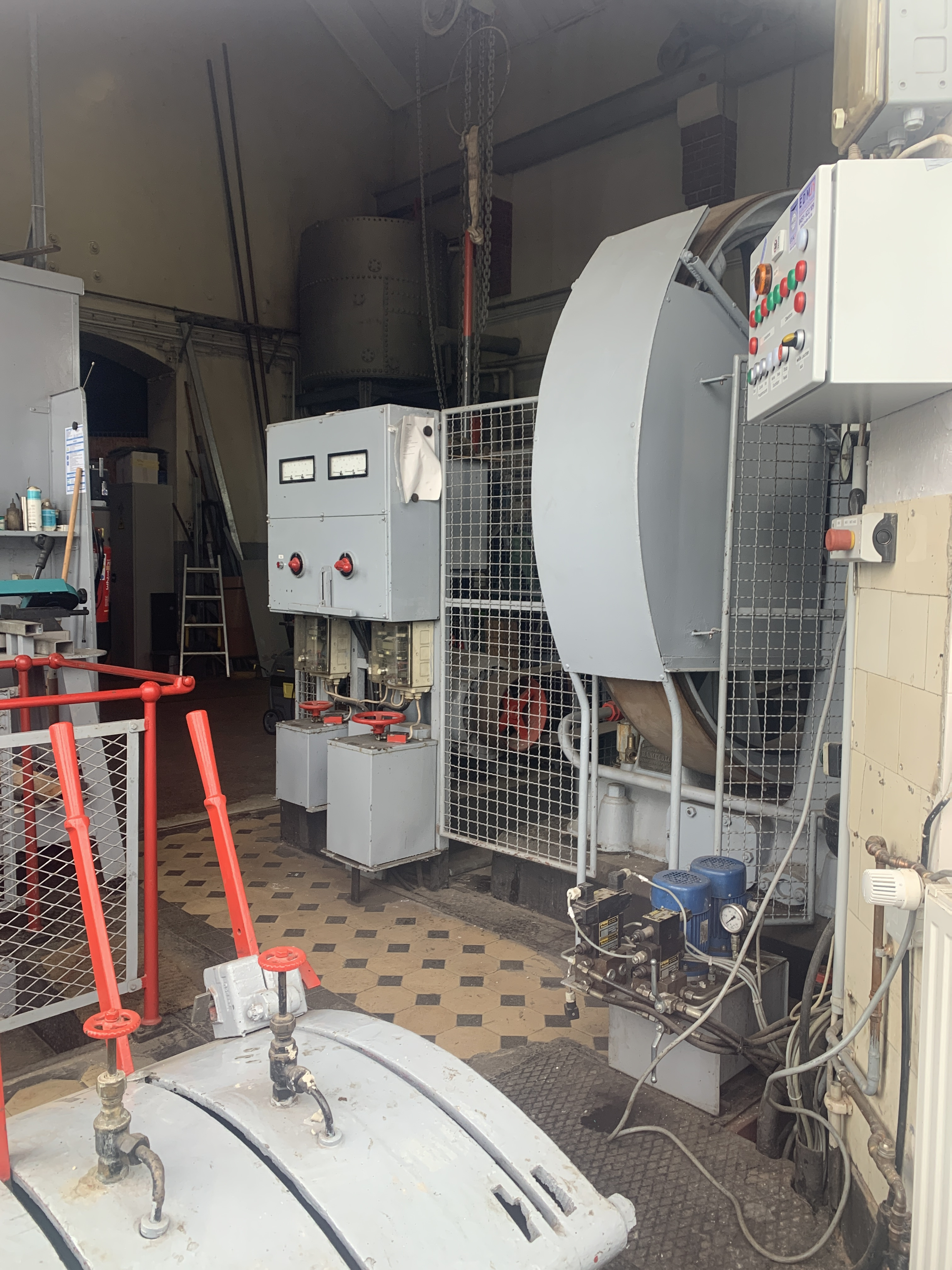
Technik im Brückenwärterhaus

Am 21. Oktober 2014 begannen Sanierungsarbeiten an der Brücke, die mit 100.000 Euro aus dem Sonderprogramm Denkmalpflege der Bundesregierung und von der Deutschen Stiftung Denkmalschutz mit 18.000 Euro gefördert wurden.
Während dieser Phase war die Drehbrücke gesperrt.
Dabei wurde das auf der stadtauswärtsseitigen Fahrbahn der Brücke befindliche Gleis entfernt sowie die Anschlüsse vergossen, nachdem das auch über die Hubbrücke führende Hafenbahngleis ausgedient hatte. 
Im Mai 2015 wurde die Drehbrücke für den Verkehr wieder geöffnet.